# 弗拉·毛罗

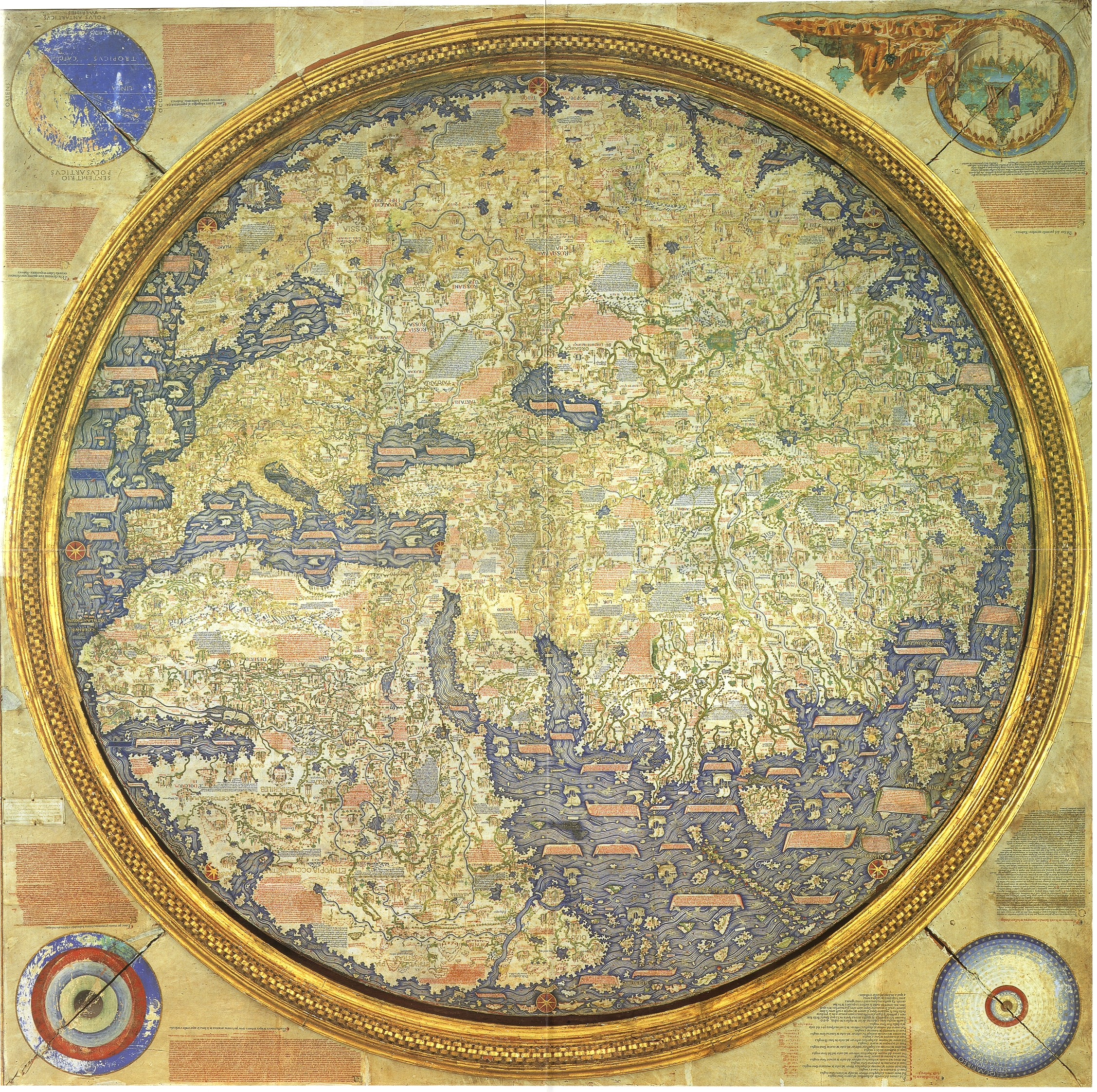
1459年的弗拉·毛罗世界地图

弗拉·毛罗（義大利語：Fra Mauro，？—1459年）是15世纪威尼斯卡玛尔迪斯的修士，曾在威尼斯潟湖穆拉诺岛上的聖米切尔修道院中设立地图工坊。
作为一位地图学家，毛罗于1457年受葡萄牙国王的委托，利用同时代探险家的活动资料，以惊人的精确程度绘制了一幅极大的圆形世界地图（直径长75英寸）。在完成此作后，他又绘制了一个该地图的副本，现藏于威尼斯马尔奇亚纳图书馆。
绘出一副“旧世界”全图，图中还包含详细的注释，反映了当时的地理知识。这地图就是闻名于今的“毛羅修士世界地圖”（Mappamondo di Fra Mauro）。2006年，马尔恰那图书馆古地图部门的负责人皮耶罗·法尔切塔（Piero Falchetta）编辑出版了地图的详细版本。

## 纪念
月球上的一座环形山被命名为“弗拉·毛罗环形山”，并成为美国阿波罗14号登月飞船的着陆地。